# Шестакова (Иркутская область)
Шестакова — заимка в Черемховском районе Иркутской области России. Входит в состав Нижнеиретского муниципального образования. Находится примерно в 42 км к юго-западу от районного центра.

## Население
| 2002 | 2010 | 2011 | 2012 |
| ---- | ---- | ---- | ---- |
| 25   | ↘20  | →20  | ↗21  |

Гендерный состав
По данным Всероссийской переписи, в 2010 году на заимке проживало 20 человек (13 мужчин и 7 женщин).